# 시페 토텍

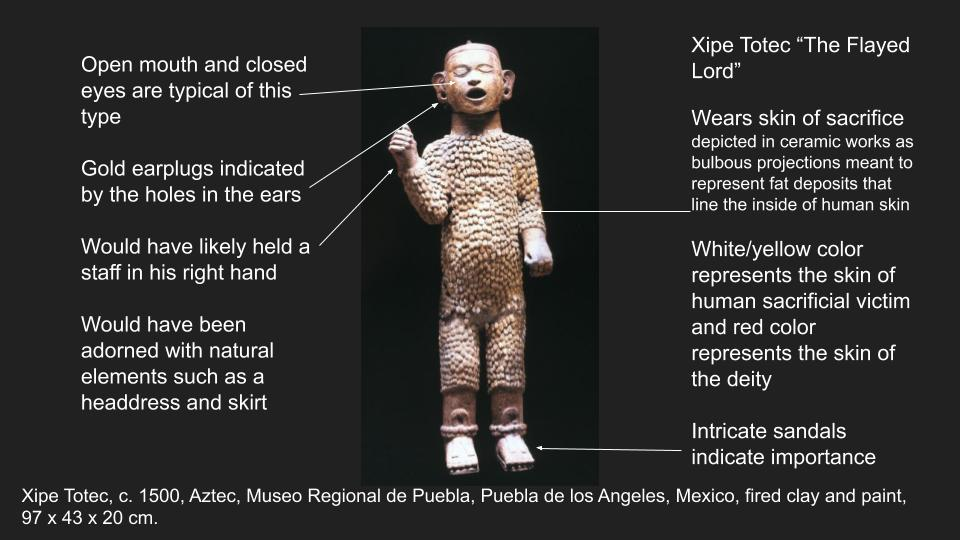
시페 토텍 조각의 주석 이미지

시페 토텍(Xipe Totec)은 아즈텍 신화에서 죽음과 재생, 농업, 초목, 동쪽, 봄, 금세공인, 은세공인, 해방, 그리고 계절의 신이다. 시페 토텍에 해당하는 여성은 실로넨 - 치코메코아틀 여신이었다.
시페 토텍은 농업 재생을 전쟁과 연결했다. 그는 인간에게 식량을 주기 위해 자신의 가죽을 벗겼는데, 이는 옥수수 씨앗이 발아하기 전에 겉껍질을 잃는 방식과 뱀이 허물을 벗는 방식을 상징한다. 그는 종종 자신의 벗겨진 본성을 참조하여 그가 입는 벗겨진 피부 아래에 붉은 색으로 묘사된다. 아즈텍인들은 시페 토텍을 전쟁을 발명한 신으로 믿었다. 그의 휘장에는 멕시코 황제의 전쟁 복장인 뾰족한 모자와 딸랑이 지팡이가 포함되어 있었다. 그는 테노치티틀란의 우에이 테오칼리내에 요피코라는 사원을 가지고 있었다. 시페 토텍은 뾰루지, 염증 및 안구 질환, 및 전염병과 관련이 있다. 시페 토텍은 천연두, 물집, 눈병과 같은 질병과 밀접한 관련이 있으며 이러한 질병으로 고통받는 사람이 있으면 그에게 제물을 바쳤다.
이 신은 기원이 불확실하다. 시페 토텍은 스페인 정복 당시 멕시코 중부에서 널리 숭배되었으며, 대부분의 메소아메리카 전역에 알려져 있었다. 엘살바도르의 타수말만큼 멀리 떨어진 곳에서 신의 형상이 발견되었다. 사페 토텍 숭배는 초기 고전기 시대 동안 걸프 해안을 따라 일반적이었다. 이 신은 아마도 15세기 중반 아즈텍이 걸프 해안을 정복한 결과 중요한 아즈텍 신이 되었을 것이다.
2019년 1월, 국립 인류학 및 역사 연구소의 멕시코 고고학자들은 멕시코 푸에블라주에서 시페 토텍에 봉헌된 최초의 생존 사원을 발견했다고 확인했다. 이 사원은 멕시코 원주민인 포폴루카족의 유적을 조사하던 중 발견되었다. 포폴루카족은 아즈텍이 이 지역을 침략하기 전 서기 1000년에서 1260년 사이에 테우아칸이라는 지역에 사원을 세웠다.

## 같이 보기
- 네슈틀라우알리
- 아즈텍 신화

## 참고 문헌
- Coe, Michael D.; Koontz, Rex (2008) [1962]. 《Mexico From the Olmecs to the Aztecs》. New York, New York: Thames & Hudson. ISBN 978-0-500-28755-2. OCLC 2008901003.
- Evans, Toby; Webster, David (2001). 《Archaeology of Ancient Mexico and Central American Encyclopedia》. New York: Garland Publishing. ISBN 978-0-8153-0887-4.
- Fernández, Adela (1996) [1992]. 《Dioses Prehispánicos de México》 (스페인어). Mexico City: Panorama Editorial. ISBN 978-968-38-0306-1. OCLC 59601185.
- Matos Moctezuma, Eduardo (1988). 《The Great Temple of the Aztecs: Treasures of Tenochtitlan》. New Aspects of Antiquity series. Doris Heyden (trans.). London: Thames & Hudson. ISBN 978-0-500-27752-2. OCLC 17968786.
- Matos Moctezuma, Eduardo; Felipe Solis Olguín (2002). 《Aztecs》. London: Royal Academy of Arts. ISBN 978-1-903973-22-6. OCLC 56096386.
- Milbrath, Susan; Carlos Peraza Lopez (2003). “Revisiting Mayapan: Mexico's last Maya capital”. 《Ancient Mesoamerica》 (Cambridge University Press) 14: 1–46. doi:10.1017/s0956536103132178. S2CID 154673143.
- Miller, Mary; Karl Taube (2003) [1993]. 《An Illustrated Dictionary of the Gods and Symbols of Ancient Mexico and the Maya》. London: Thames & Hudson. ISBN 978-0-500-27928-1. OCLC 28801551.
- Museo de América. “Museo de América (Catalogue - item 1991/11/48)” (스페인어). Madrid, Spain: Ministerio de Educación, Cultura y Deporte. 2012년 6월 15일에 확인함.
- Neumann, Franke J. (February 1976). “The Flayed God and His Rattle-Stick: A Shamanic Element in Pre-Hispanic Mesoamerican Religion”. 《History of Religions》 (Chicago, IL: University of Chicago Press) 15 (3): 251–263. doi:10.1086/462746. S2CID 162229413.
- Robelo, Cecilio Agustín (1905). 《Diccionario de Mitología Nahua》 (스페인어). Mexico City, Mexico: Biblioteca Porrúa. Museo Nacional de Arqueología, Historia y Etnología. ISBN 978-9684327955.
- Saville, Marshall (1929). “Saville 'Aztecan God Xipe Totec”. 《Indian Notes(1929)》 (Museum of the American Indian): 151–174.
- Smith, Michael E. (2003) [1996]. 《The Aztecs》 seco판. Malden MA; Oxford and Carlton, Australia: Blackwell Publishing. ISBN 978-0-631-23016-8. OCLC 59452395.

## 추가 자료
- Mencos, Elisa (2010).  B. Arroyo; A. Linares; L. Paiz, 편집. “Las representaciones de Xipe Totec en la frontera sur Mesoamericana” [The Representations of Xipe Totec on the southern frontier of Mesoamerica] (PDF). 《XXIII Simposio de Investigaciones Arqueológicas en Guatemala, 2009》 (스페인어) (Guatemala City: Museo Nacional de Arqueología y Etnología): 1259–1266. 2014년 11월 3일에 원본 문서 (PDF)에서 보존된 문서. 2012년 7월 7일에 확인함.
- Pareyon, Gabriel (2006). “La música en la fiesta del dios Xipe Totec” (PDF). 《Proceedings of the 3rd National Forum of Mexican Music, 3 (2007)》 (스페인어) (Universidad Autónoma de Zacatecas): 2–17. 2011년 7월 20일에 원본 문서 (PDF)에서 보존된 문서.